# Єльниця (Борисовський район, Веселівська сільська рада)
Єльниця (біл. вёска Ельніца) — село в складі Борисовського району Мінської області, Білорусь. Село підпорядковане Веселівській сільській раді, розташоване в північно-східній частині області.